# Похороны Сталина (фильм)
«По́хороны Ста́лина» — советско-британский художественный фильм, созданный Евгением Евтушенко.

## Сюжет
1953 год, СССР. Москва прощается с Вождём. В похоронной толчее Женя знакомится с Элей. За долгие часы, проведённые в траурной процессии, они успели многое узнать друг о друге, но Эля нелепо погибает. Так у Жени начинается другая, взрослая, жизнь.

## В ролях
- Денис Константинов — Женя
- Евгений Платохин — «Лысый»
- Ванесса Редгрейв — английская журналистка
- Альберт Тодд — американец
- Алексей Баталов — отец Жени
- Наталья Коляканова — мать Жени
- Марина Калиниченко — Эля
- Майя Булгакова — «жена Сталина»
- Дмитрий Джаияни — Джумбер Сергеевич, майор
- Алексей Гессен — Додик, друг Жени
- Светлана Харитонова — тётка Жени
- Рафаэль Клейнер — Израиль Борисович, отец Додика
- Георгий Юматов — охранник Сталина
- Михаил Жигалов — рабочий
- Савва Кулиш — француз
- Барри Питерсен — дипломат
- Олег Царьков — Смерш
- Юлия Рутберг — мать Додика
- Вера Паршина — Зюля
- Елена Евтушенко — атаманша
- Аркадий Севидов — пианист
- Евгений Евтушенко — скульптор
- Валентин Никулин — арестованный сосед
- Алексей Консовский — арестованный по делу врачей
- Галина Стаханова — работница кладбища
- Виктор Лазарев — возница
- Владимир Балон — кремлёвский врач
- Владимир Ильин — человек в пивной
- Сергей Безруков — беспризорник, эпизод
- Галина Чурилина — эпизод
- Муза Крепкогорская — эпизод
- Всеволод Ларионов — текст за кадром